# Mia sorella Evelina (film 1942)
Mia sorella Evelina (My Sister Eileen) è un film del 1942, diretto da Alexander Hall. Rosalind Russell ottenne la candidatura come miglior attrice protagonista agli Oscar del 1943.
La sceneggiatura riprende il lavoro teatrale di Jerome Chodorov e Joseph Fields My Sister Eileen che, a sua volta, prendeva spunto dalla serie di racconti autobiografici scritti da Ruth McKenney per il New Yorker. La commedia, prodotta da Max Gordon e diretta da George S. Kaufman, aveva debuttato a Broadway il 26 dicembre 1940. Interpretata da Shirley Booth e Richard Quine (sostituito nelle repliche da Henry Jones), arrivò, in oltre due anni di programmazione, a 864 recite, chiudendo i battenti il 16 gennaio 1943.

## Trama
Due sorelle, Ruth ed Evelina (detta Eileen), lasciano il nativo Ohio per cercare fortuna nel teatro nuovaiorchese. La maggiore, Ruth, passa gran parte del tempo a proteggere la sorella minore da tutti gli spasimanti che le assillano, ma l'amore arriverà anche per lei.

## Produzione
Il film fu prodotto dalla Columbia Pictures Corporation che pagò 225.000 dollari per i diritti cinematografici del lavoro teatrale. Le riprese durarono dal 19 maggio al 15 luglio 1942.

## Distribuzione
Il copyright del film, richiesto dalla Columbia Pictures Corp., fu registrato il 24 settembre 1942 con il numero LP11602.
Distribuito dalla Columbia Pictures, il film uscì nelle sale cinematografiche USA il 30 settembre 1942. Nel 1943, fu distribuito in Messico (15 gennaio, come Los caprichos de Eileen), Svezia (30 aprile, come Pass för den blonda!), Portogallo (16 ottobre, come As Duas Irmãs).